# Leptodoryctes luizi
Leptodoryctes luizi är en stekelart som beskrevs av Barbalho och Penteado-dias 1999. Leptodoryctes luizi ingår i släktet Leptodoryctes och familjen bracksteklar. Inga underarter finns listade i Catalogue of Life.